# Fodor Jenő
Fodor Jenő (Budapest, Erzsébetváros, 1908. december 24. – Budapest, 1951. december 10.) magyar építész, a MÁV magasépítési osztályának tervezője, a MÁV műszaki tanácsosa. Fontos alakja a második világháború utáni vasúti építkezéseknek, azon belül is a felvételi épületek tervezésének.

## Családja
Fodor (Frühstük) Alajos (1873–1941) devecseri származású államvasúti főfelügyelő és Wonnesch Irén Matild (1886–1969) fia.
Felesége Anderlik Vanda Mária volt.

## Főbb munkái
- Szeretfalva–Déda-vasútvonal épületei (1940–1942, másokkal közösen)[10]
- A Gyermekvasút épületei (1948–1950)

## Írásai
- Építészi feladatok a vasút újjáépítésében. 1947.[11]
- A MÁV épületeinek újjáépítése a hároméves terv első esztendejében. 1948.[12]
- Vasúti épületek. Felvételi épületek. Budapest, 1949. [13]
- A vasúti magasépítmények története és fejlődése. A magyar vasútiépítészet. 1950 körül [14]
- Vasúti felvételi és áruforgalmi épületek, 1953.[15] (Mangel Jánossal közösen)